# Beatrica II. od Bigorre
Beatrica II. (francuski Béatrix II; ? – ?) bila je grofica Bigorre i vikontesa Marsana u srednjem vijeku.
Njezin je otac bio grof Bigorre, Centule II., sin Beatrice I. od Bigorre. 
Majka joj je bila Centuleova prva supruga, žena zvana Amable, koja je možda bila iz Béziersa.
Beatrica je bila jedino dijete svojih roditelja te je naslijedila oca, a imala je maćehu.
Grofica Beatrica se udala za vikonta Petra od Marsana.
Beatrica i Petar su imali sina zvanog Centule, koji je naslijedio majku kao Centule III.
Drugo dijete Petra i Beatrice bila je kći zvana Rouge, supruga Bohemonda od Astaraca. Ovo su djeca Rouge i Bohemonda:
- Marija, spomenuta u povelji iz 1174.
- Marchesia, žena nekog Jimena
- Bonefemina
- Beatrica, nazvana po baki

Kći Centulea III. bila je još jedna Beatrica.